# Su Qing
No confondre amb Su Qing actriu

Su Qing (xinès simplificat: 苏青) (Ningbo, 1914 o 1917 - Xangai, 1982) va ser una editora, dramaturga, assagista i escriptora feminista xinesa. És una representant de l'escriptura d'estil Xangai.

## Biografia
Su Qing de nom real Feng Yunzhuang (冯 允 庄) va néixer en una família erudita el 1914 (o 1917) a Ningbo,província de Zhejiang (Xina). El seu pare Feng Songqing va formar-se a la Universitat de Colúmbia (EUA) i després va treballar en un banc La seva mare va estudiar en una escola de dones.i va treballar com a mestre de primària.
El 1933 va ser admesa al departament de llengües estrangeres de la National Central University (国立 中央 大学), actualment la Universitat de Nanjing. Però els seus pares no estaven a favor d’aquesta educació per a la seva filla: va haver de cedir a la pressió familiar i abandonar l'escola, per després casar-se amb l’home que els seus pares havien escollit per a ella. Va anar a viure amb ell a Xangai. Als anys quaranta, es va divorciar després de deu anys de matrimoni infeliç i va començar una nova vida com a escriptora, que ja havia iniciat el 1935.
L'estiu de 1943, Chen Gongbo, alcalde de Xangai amb el Govern Nacionalista de Nanjing, va convidar Su a ser comissària del govern municipal, però al cap de pocs mesos Su va dimitir perquè no s'adaptava als mètodes de treball massa burocràtics.
A finals del 1949 Su Qing es va unir al grup de dones "Women's Production Promotion Association" i finalment va poder tornar a treballar com articulista en el "Shanghai Daily" de Hong Kong.
Su Qing va morir el 7 de desembre de 1982 a Xanga, esprés de lluitar contra la pobresa i les malalties.

### Carrera literària
La seva primera publicació va ser un petit assaig titulat "Part" (产 女), publicat el 1935 a la revista Lunyu, de l'escriptor Lin Yutang (林语堂). Posteriorment, també va publicar a The Wind of the Universe (Wind 宇宙 风), creada el 1935, així com en altre revistes de moda. Els seus primers treballs els va signar com Feng Heyi.
La seva novel·la autobiogràfic 结婚 十年 (Deu anys de matrimoni), que va aparèixer per primera vegada el 1943 a la revista 风雨 谈 ,(Vent i Pluja) va tenir tant d'èxit que va arribar a la seva 18è edició a finals de 1948. Va publicar-ne una seqüela el 1947 (续 结婚 十年), i fins i tot la va repetir escrivint 歧路 佳人 (Una bellesa perduda).
En els seus escrits, Su es va reivindicar a si mateixa i a les dones en general, destacant la seva condició d’escriptora professional i afirmant el poder de la independència de les dones. Tant la seva escriptura com la seva vida van ser una demostració per a les dones d’una alternativa a l'esclavitud del matrimoni.
Tant a la seva ficció com a les seves columnes de diaris i revistes, va escriure sobre les dificultats de la vida quotidiana per a les dones, en particular les dones amb formació com ella. També va parlar sobre el desig sexual de les dones en un llenguatge dissimulat. El seu estil d’escriptura és senzill i directe, pintant els seus personatges amb traços atrevits i senzills. També se la definit pel seu estil satíric.

#### Su Qing i Zhang Ailing (張愛玲) (Eileen Chang)
Su Qing és una escriptora contemporània de Zhang Ailing (张爱玲) (Eileen Chang), a qui va superar en popularitat a finals dels anys quaranta, però, oblidada quan va morir el 1982, no va ser redescoberta fins als anys 2000. Ella i Zhang Ailing tenien inquietuds comunes i es donaven suport i es promocionaven mútuament.
Su va dir que només llegia obres de literatura femenina de Zhang Ailing i aquesta afirmava que el talent d'escriptores com Bing Xin i Ding Ling era limitat, i que Su Qing era l'escriptora moderna que preferia.
A finals de la dècada de 1980, quan Zhang Ailing va ser "redescoberta", Su Qing també ho va ser i es van editar un gran nombre d'obres antigues

### Editora
El 1943 va fundar la revista mensual i l'editorial 地 天地 (Tiandi), que va publicar-se fina a fins a l'any 1945.
El 1951 va deixar d’escriure novel·les per dedicar-se a l’òpera: va ser nomenada editora del taller d’escriptura de llibrets de l’Opera Shaoxing.

### Conflictes polítics
Durant totsa la seva vida Su va ser víctima del seu posicionament polític.Quan el 1954 va adaptar al teatre l'obra de Guo Moruo., 屈原 (Qu Yuan) i va ser representada al teatre de l'òpera, va rebre crítiques entusiastes i la companyia i el protagonistes van guanyar molts premis però ella no va obtenir res a causa del seu "passat problemàtic".
El 1945, després de la segona guerra sino-japonesa, va ser acusada de col·laborar amb els japonesos per publicar obres a Xangai durant l'ocupació japonesa, i la seva participació en l'assumpte Hu Feng (胡风 que va fer que fos empresonada durant dos anys,i els seus escrits van ser prohibits. També el fet que col·laborés amb Chen Gongbo, que va ser jutjat per alta traïció, la va perjudicar i la van titllar de "traïdora cultural"
Un cop més, durant la Revolució Cultural va tornar a tenir problemes, va ser destituïda de l'Òpera, fins que finalment va ser acollida pel Centre Cultural del Districte de Huangpu i va jubilar-se el 1975 amb un sou de mensual de 43,19 iuans.

## Obres destacades
- 结婚十年 (Deu anys de matrimoni) i 续结婚十年 (Matrimoni continuat durant deu anys)
- 歧途佳人 (Una bella dama)
- 涛 (Tao)
- 饮食男女 (Dieta per a homes i dones)
- 逝水集 (Col·lecció d'aigua morta)
- ,的 玉 与 黛玉 (Baoyu i Daiyu)
- 李娃 传 (La biografia de Li Wa)